# Nécropole de Kalufi
La nécropole de Kalufi se trouve en Bosnie-Herzégovine, sur le territoire du village de Krekovi et dans la municipalité de Nevesinje. Elle abrite 462 stećci, un type particulier de tombes médiévales. Elle est inscrite sur la liste des monuments nationaux de Bosnie-Herzégovine et fait partie des 22 sites avec des stećci proposés par le pays pour une inscription au patrimoine mondial de l'UNESCO.